# Атомски здесна
Атомски здесна је српски филм из 2014. године. Режирао га је Срђан Драгојевић који је написао и сценарио.
Филм је премијерно приказан у Будви 3. априла 2014. године, док је премијеру у Србији имао 9. априла 2014. у Сава центру, у Београду.

## Радња
Атомски здесна прати групу продаваца „тајм шеринг“ апартмана људима из бивше Југославије. Најуспешнији агент Младен је у тајној вези са Соњом која је удата за главног менаџера Метода.
Сазнавши за женину превару, он Младену додељује најтежег клијента Омера, ратног ветерана из Босне и његову супругу Мају. Ситуација се додатно компликује када у посету дође главни менаџер из „централе“, Дитрих Фајзер који је незадовољан резултатима продаје и сазнавши да ће остати без посла, тим продаваца се баца на своје „жртве“ са жаром очајника.
Атомски здесна је трагикомедија која говори о разорним последицама „домаћег“ дивљег капитализма на животе обичних људи.
Осамнаест изузетних глумаца из целе регије окупљено је у трагикомедији о разорним посљедицама домаћег дивљег капитализма на животе обичних људи. Драма о посљедицама транзиције и дивљег капитализма на подручју бивше Југославије.

## Улоге
| Глумац                  | Улога                     |
| ----------------------- | ------------------------- |
| Срђан Тодоровић         | Младен                    |
| Тања Рибич              | Соња                      |
| Бојан Навојец           | Педро                     |
| Зоран Цвијановић        | Момчило                   |
| Милутин Караџић         | Батрић                    |
| Ана Костовска           | Олга                      |
| Наташа Јањић            | Маја                      |
| Мира Бањац              | Јелисавета                |
| Милош Самолов           | Слободан                  |
| Бранко Ђурић Ђуро       | Омер                      |
| Христина Поповић        | Драгана                   |
| Исидора Симијоновић     | Душица                    |
| Горан Навојец           | Бруно                     |
| Младен Нелевић          | Енвер                     |
| Дубравка Вукотић Дракић | Милена                    |
| Мирко Влаховић          | Марио                     |
| Мирјана Ђурђевић        | Мариова жена              |
| Божидар Зубер           | Млади агент               |
| Урош Ђурић              | Дитрих Фајзер             |
| Момо Пићурић            | Доктор                    |
| Рената Улмански         | Младенова мајка           |
| Милан Марић Шваба       | клијент                   |
| Хаџи Александар Ђуровић | Маскота                   |
| Немања Јаничић          | Члан бенда 1              |
| Владимир Тица           | Члан бенда 2              |
| Матија Сокороња         | Павлек                    |
| Бране Штрубеј           | Метод                     |
| Јунуз Курмемовић        | Рецепционер               |
| Сејфо Сеферовић         | Старији водник - таксиста |
| Дарис Аљић              | Свенди                    |
| Јуриј Чоловић Гага      | Агент патуљак             |

## Критике
Раденко Савић:
... За разлику од већине балканских аутора који снимају херметичне филмове без икакве свијести о публици, Драгојевић је вјероватно јединиу код кога је проблем што претјерано мисли на исту... Филм се на необичан начин суочава са предрасудама и то тако што их појачава. Рецимо, у једној сцени се приказује породица за коју се алудира да је циганска, а која касније краде све са стола. Тиме дјело неукусно типизира предрасуду коју треба да осуђује или према којој треба да буде амбивалентан. Политичке предрасуде су знатно експлицитније и одражавају ставове самог Драгојевића. Занимљиво је да у филму сваки национално конзервативни елемент има својих пет, па и десет минута, осим српског. Домобранитељ Бруно говори о томе како се током цијепања Југославије бацао испред ЈНА тенкова и поносно показује тетоважу. Омер говори о трагедији 25. маја 1995. када је граната убила преко 70 људи на пијаци. У тренутку када гледалац очекује да ће се због равнотеже Београђанин Младен сјетити датума када су Срби етнички очишћени из Хрватске или са Косова и Метохије, он се сјети како је насилно мобилисан у Вуковар, због чега је пуцао себи у ногу... Рецимо, гледаоци ће ничим изазвани видјети пенис Срђана Тодоровића док мокри, а стална потреба да се балансира између комедије и драме доводи до тога да филм не дјелује као кохерентно дјело, већ као нелогичан и исцјепкан колаж.
Вања Руњић:
... Што се тиче националне спике, ту је ствар релативно једноставна - Драгојевић се овдје зајебава давно познатим национални клишеима, али не одлази даље од вица, и то лошег. Срби су тако приказани као шармантни али дубоко сјебане галамџије и фејкери, односно безазлени провинцијалци или пак исто такви, јалови малограђани, Хрвати пак или као фашистоидни мизантропи или донекле симпатични бескичмењаци, Македонци су меланхолични, суицидални депресивци, а Црногорци се стално нешто без везе курче и галаме, док су Словенци лукави мастерминди и „официри за везу“ са страним капиталом којима пак Срби гузе згодне жене. А тко на крају најебе? Босанци, наравно... Можемо се с тим погледом на ствари слагати или не, али ипак остаје чињеница да је Драгојевић све то сложио прилично површно а и некако се стално чини да балансира на танкој црти између неке киселе, невољне емпатије и тоталног презира према својим ликовима.

## Продукција
Филм је сниман на црногорском приморју у продукцији Делирума, и копродукцији СББ, Министарство културе Црне Горе, Радио Телевизија Црне Горе, Артикулација, Радио-телевизија Србије, Филмски центар Србије, Покрајински секретаријат за културу Војводине.

## Награде
Срђан Тодоровић је за улогу Младена на 49. Филмским сусретима у Нишу 2014. добио награду Цар Константин.